# François Carnot
Pour les articles homonymes, voir Carnot.
Pour les autres membres de la famille, voir Famille Carnot.
Adolphe Léon François Carnot, né le 22 février 1872 à Paris et mort le 24 décembre 1960 dans la même ville, est un ingénieur, homme politique et dirigeant d'organismes culturels français.

## Biographie
Fils du président de la Troisième République Sadi Carnot, il sort diplômé de l'École centrale de Paris en 1896, devient ingénieur et se marie à Valentine Chiris (1877-1927), fille cadette de l'industriel et homme politique Léon Chiris,. En 1901, il succède à son frère Ernest comme conseiller général du canton de Nolay. Il est député de la Côte-d'Or de 1902 à 1910 et député de Seine-et-Oise de 1910 à 1914. Il est secrétaire de la Chambre en 1904 et 1905. Il siège à l'Union démocratique, puis au groupe de la Gauche démocratique. 
Il s'intéresse également aux arts, et de 1910 à sa mort, il est président de l’Union centrale des Arts décoratifs. Il ne se représente pas aux élections législatives en 1914, et devient, après la guerre, membre du conseil des musées nationaux. En 1921, il fonde le musée Fragonard à Grasse. De 1932 à 1937, il dirige la manufacture des Gobelins.

## Famille
- Claude Carnot (1719-1797), notaire royal
  - Joseph Carnot (1752-1835), jurisconsulte
  - Lazare Carnot (1753-1823), physicien, mathématicien, général et homme politique
    - Sadi Carnot (1796-1832), physicien et ingénieur
    - Hippolyte Carnot (1801-1888), homme politique
      - Sadi Carnot (1837-1894), homme politique + Cécile Carnot (née Dupont-White, 1841-1898)
        - Claire Carnot (1864-1920) + Paul Cunisset-Carnot (1849-1919)
        - Sadi Carnot (1865-1948), colonel et écrivain
        - Ernest Carnot (1866-1955), industriel et homme politique + Marguerite Carnot (née Chiris) (1874-1962), présidente de l'Association des dames françaises
        - François Carnot (1872-1960), ingénieur et homme politique

      - Adolphe Carnot (1839-1920), chimiste, géologue et homme politique
        - Paul Carnot (1869-1957), médecin
        - Jean Carnot (1881-1969), homme politique

  - Claude Marie Carnot (1755-1836), général et homme politique

## Sources
- « François Carnot », dans le Dictionnaire des parlementaires français (1889-1940), sous la direction de Jean Jolly, PUF, 1960 [détail de l’édition]